# 2000 en Iran
Chronologie de l'Iran
- 1996
- 1997
- 1998
- 1999
- 2000
- 2001
- 2002
- 2003
- 2004

Cet article traite des événements qui se sont produits durant l'année 2000 en Iran.

## Événements
- 18 février / 5 mai : Élections législatives (en)
- 20-27 décembre : Organisation de la finale du championnat du monde de la Fédération internationale des échecs 2000 (Téhéran).

## Culture

### Sorties de films
- Le Cercle
- Djomeh
- L'Enfant et le Soldat
- Le Jour où je suis devenue femme
- Le Petit Homme
- Shangoul et Mangoul
- Le Tableau noir
- Un temps pour l'ivresse des chevaux

## Sports
- Championnat d'Iran de football 1999-2000
- Championnat d'Iran de football 2000-2001

## Naissances
- Amirhossein Esmaeilzadeh (en), footballeur.
- Hadis Najafi (en), militante.

## Décès
- Nader Arasteh (fa), personnalité politique.
- Ahmad Chamlou, poète iranien.
- Ali-Asghar Garmsiri (fa), acteur.
- Houshang Golshiri, écrivain et critique littéraire.
- Fereydoun Moshiri, poète.
- Nosrat Rahmani (en), poète.